# ГЕС Хвачхон
ГЕС Хвачхон (화천) — гідроелектростанція у Південній Кореї. Знаходячись перед ГЕС Чунчеон, становить верхній ступінь каскаду у сточищі річки Хан (басейн Жовтого моря). Можливо відзначити, що вище по течії, у Північній Кореї, знаходиться водосховище ГЕС Anbyon Youth, яка втім не відноситься до каскаду на Хан та здійснює деривацію в басейн Японського моря.
У межах проекту річку Пукханган (правий витік Хана) перекрили бетонною гравітаційною греблею висотою 81,5 метра та довжиною 435 метрів, яка потребувала 885 тис. м3 матеріалу. Вона утримує водосховище з площею поверхні 38,2 км2 та об'ємом 1018 млн м3 (корисний об'єм 658 млн м3), в якому припустиме коливання рівня у операційному режимі між позначками 157 та 181 метр НРМ (у випадку повені останній показник може зростати до 183 метрів НРМ).
Зі сховища прокладено два дериваційні тунелі до розташованого за 0,7 км машинного залу, крім того, в системі працюють два запобіжні балансувальні резервуари. Оскільки після греблі річка описує майже замкнену петлю, відстань між греблею та машинним залом по руслу становить приблизно 6 кілометрів.
Перші два гідроагрегати ввели в експлуатацію ще в часи японського колоніального панування, у 1944-му, а в 1957-му та 1968-му до них додали ще два. Агрегати обладнані турбінами типу Френсіс потужністю по 27 МВт та при напорі у 74,5 метра забезпечують виробництво 326 млн кВт-год електроенергії на рік.

## Станція під час Корейської війни
У квітні 1951 року війська ООН почали наступ та відсунули лінію фронту північніше, форсувавши при цьому Пукханган. 9 квітня китайські війська відкрили шлюзи греблі Хвачхон, що призвело до руйнації одного з наведених мостів та вимушеного роз'єднання іншого з метою запобігання його втраті. 11 квітня з метою перешкодити використанню греблі у військових цілях на північний берег водосховища висадили загін зі складу 1-ї роти рейнджерів 1-ї Кавалерійської дивізії. Втім, проблеми з артилерійською підтримкою та нестача плавзасобів призвели до швидкого відходу.
30 квітня та 1 травня літаки з авіаносця Princeton завдали ударів по шлюзам. У перший раз використовувались бомби вагою 908 кг та ракети. Що стосується травневої атаки, то вона стала останньою в історії коли використовувались авіаційні торпеди. В результаті вдалось знизити потенціал раптового скиду, проте не ліквідувати загрозу повністю, оскільки більше половини із 16 шлюзових заслонок не були зруйновані.